# أسطورة كثولو

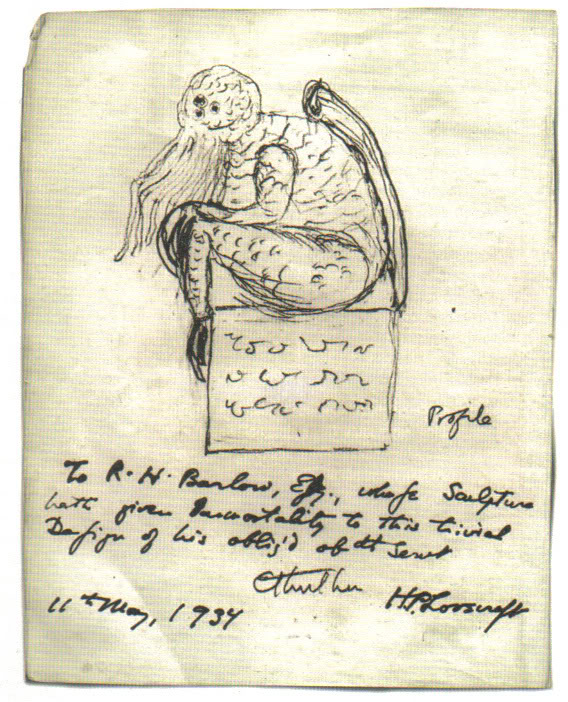
صورة لشخصية خيالية كثولو، رسمها هوارد فيليبس لافكرافت، في 11 مايو 1934

أسطورة كثولو (بالإنجليزية: Cthulhu Mythos)‏ هي مجموعة من القصص الخيالية وقصص الرعب التي انتشرت في العشرينات والثلاثينات وظهرت على يد أدباء مثل روبرت هوارد وهوارد فيليبس لافكرافت وهي تعني في المفهوم الفلسفي الأسطورة.

## وصلات إضافية
- Lovecraft Archive
- Joshi، S. T. "H. P. Lovecraft". The Scriptorium. مؤرشف من الأصل في 2015-04-13. اطلع عليه بتاريخ 2005-07-20.
- The Virtual World of H. P. Lovecraft a خريطة تخيلية إنكلترا الجديدة من قبل لافكرافت